# P4 Västernorrland
P4 Västernorrland är Sveriges Radios lokalradiostation som sänder över Västernorrlands län. Huvudredaktionen ligger på Krönvägen 18 i Sundsvall.  Verksamheten startade den 9 maj 1977 och var då en av 24 lokalradiostationer inom Sveriges Lokalradio AB, LRAB, som skapades för att sköta lokala och regionala public service-sändningar i Sverige.
I kanalens utbud ingår nyhetsprogram, underhållning, nyhetssändningar på halvslag samt lokal sport. Även vissa rikstäckande program som Ekot, Radiosporten, Sportextra och Karlavagnen.

## Finansiering
P4 Västernorrland är en del av Sveriges Radios verksamhet som finansieras av tv-avgiften. 2006 var TV-avgiften 1.968 kronor om året eller 164 kronor i månaden. Public service-bolagen SVT, SR och UR har en årlig budget på närmare 6,7 miljarder kronor. Det motsvarar 18,6 miljoner kr per dygn. Från och med den 1 januari 2019 ersattes radio- och tv-avgiften av en särskild public service-avgift som tas ut via skattsedeln.

## Program i P4 Västernorrland[3]
- Nyheter från Ekot
- Vaken
- Morgon i P4 Västernorrland
- Nyheter i P4 Västernorrland
- Förmiddag i P4 Västernorrland
- Nyheter från Ekot
- Radiosporten
- P4 Extra
- Eftermiddag i P4 Västernorrland
- Juniornyheter
- Sagor i barnradion
- Kvällspasset i P4 Västernorrland
- Sportextra
- Karlavagnen

## Profiler i P4 Västernorrland[4]
| Programledare       | Reportrar              | Övriga                                      |
| ------------------- | ---------------------- | ------------------------------------------- |
| Alexander Arvidsson | Anton Kårén            | Agneta Norrgård (Bokrecensent)              |
| Anna Westin         | Christer Suneson       | Anna Ahlström (Tf nyhetschef)               |
| Erik Nyberg         | David Jesperson Mora   | Anna Morveto (Dagproducent)                 |
| Karin Lönnå         | Fredrik Birging        | Ann-Charlotte Carlsson (Digital redaktör)   |
| Lars T Johansson    | Ingrid Engstedt Edfast | Jens Nilsson (Nyhetskonsument)              |
| TullaMaja Fogelberg | Jennie Johansson       | Karin Lycke (är Nyhetsredaktör)             |
| Magnus Leijon       | Lotte Nord             | Klas Ullerstam (Nyhetsredaktör)             |
| Niklas Axelsson     | Peter Hansson          | Kerstin Ericsson (Administrationsassistent) |
| Ingrid Jernberg     | Pether Öhlen           | Matilda Jansson (Nyhetschef)                |
| Petra Berggren      | Ulla Öhman             | Susanne Helsing (Kanalchef)                 |
| Sara Halunen        | Eva Harström           | Ulf Thonman (Nyhetsredaktör)                |
| Ludwig Sjödin       | Lotta Hagberg Widell   | Linn Krigsman (Digital redaktör)            |
|                     | Alexander Nilsson      | Sebastian von Eichvald (Nyhetsredaktör)     |
|                     | Nanny Lögdahl          | Lama Alshehaby (Nyhetsredaktör/reporter)    |
|                     | Ida Norin              |                                             |
|                     |                        |                                             |
|                     |                        |                                             |

## Frekvenser
P4 Västernorrland sänder över följande frekvenser:
- Härnösand 100,5 MHz
- Junsele 102,6 MHz
- Kramfors 102,4 MHz
- Liden 100,9 MHz
- Matfors 100,0 MHz
- Mjällom 103,4 MHz
- Ramsele 102,9 MHz
- Sollefteå 101,2 MHz
- Sundsvall 102,8 MHz
- Ånge 103,1 MHz
- Örnsköldsvik 100,1 MHz